# Església de Sant Feliu del Racó
L'Església de Sant Feliu del Racó és una església del poble de Sant Feliu del Racó, al municipi de Castellar del Vallès (Vallès Occidental). És una obra protegida com a bé cultural d'interès local.

## Descripció
És una església parroquial amb testimoni preromànic consistent en un pòrtic o atri simètric al campanar actual, sota el qual hi quedava una gran portalada d'arcs de ferradura, difícil de comprovar donat l'estat en què es va trobar. A cada costat de la porta hi havia dos arcs de pedra tosca i corresponien a les obertures d'un atri que era extern al temple.
De la primitiva església romànica queda solament el campanar, situat a la façana de ponent. És d'estil romànic llombard amb planta quadrada i dos nivells de finestres geminades. La decoració presenta arcuacions. A l'intradós de les finestres de la paret nord del campanar i sota el ràfec de la teulada que el cobreix, s'hi troben unes pintures, probablement coetànies, que simulen carreus irregulars. Aquest campanar romànic es troba en desús. L'església fou reformada el segle xviii, canviant-li l'orientació. L'església actual és del segle xix (1819) d'estil romà d'Orient, amb una sola nau, campanar esvelt i octogonal.
L'ara d'altar és paleocristiana, realitzada en marbre i amb nombroses grafies incises i escampades per tota la superfície i la motllura. Les seves mides són: 94,5 x 54,5 x 6 cm. Les seves mides la relacionen amb altres lapidaris romans trobats. Les grafies s'han erosionat molt degut a l'emplaçament anterior de l'ara, en un safareig o bassa. La troballa d'aquesta ara fa suposar un origen més remot al segle x de l'església.

## Història
En els segles x i xi Sant Feliu del Racó era conegut com a Sant Feliu de Valrà. L'any 920 l'església de Sant Feliu constava com a propietat del Monestir de Sant Cugat. A inicis de l'any 936, un precepte del rei Lutari confirma els béns de Sant Cugat del Vallès on hi figura l'església de Sant Feliu. Anys més tard, en el desembre de 1002, en la butlla de Silvestre II i en la de Joan XVIII, de novembre de l'any 1007, es torna a confirmar Sant Feliu del Racó com a béns de Sant Cugat. A partir del 1052 ja no es troba, en el cartulari de Sant Cugat, el nom de Valrà, sinó el de Sant Feliu de Castellar, figurant en una venda de l'any 1064, en que l'abat Andreu fa tractes amb Ramon Sans i la seva esposa, venent l'església de Sant Feliu de Castellar, amb les seves cases, terres, etc. a priori, pagant cada any una moneda d'or al monestir.
La parròquia actual és del segle xviii (1712) i celebra dues grans festes, la del patró Sant Feliu Africà, el quart diumenge d'agost i la de la copatrona Santa Quiteria, el 23 de maig quan s'hi celebra una benedicció de pans.